# Herpetoreas
Herpetoreas – rodzaj węży z podrodziny zaskrońcowatych (Natricinae) w rodzinie połozowatych (Colubridae).

## Zasięg występowania
Rodzaj obejmuje gatunki występujące w Azji (Pakistan, Indie, Nepal, Chiny, Bhutan, Bangladesz i Mjanma). 

## Systematyka

### Etymologia
Herpetoreas: gr. ἑρπετον herpeton „wąż, gad”; ορειας oreias, ορειαδος oreiados  „mieszkanka gór, oreada, nimfa górska”, od ορος oros, ορεος oreos „góra”.

### Podział systematyczny
Takson wyodrębniony na podstawie danych molekularnych z Amphiesma. Do rodzaju należą następujące gatunki:
- Herpetoreas abros Liu, Hou, Zhou, Zuo, Yin & Rao, 2024
- Herpetoreas burbrinki Guo, Zhu, Liu, Zhang, Li, Huang & Pyron, 2014
- Herpetoreas davidi Nguyen, Lalremsanga, Biakzuala & Vogel, 2024
- Herpetoreas murlen Lalremsanga, Bal, Vogel, & Biakzuala, 2022
- Herpetoreas pealii (Sclater, 1891)
- Herpetoreas platyceps (Blyth, 1854)
- Herpetoreas sieboldii Günther, 1860
- Herpetoreas tpser Ren, Jiang, Huang, David, & Li, 2022
- Herpetoreas xenura (Wall, 1907)